# Hordeum patagonicum
Hordeum patagonicum là một loài thực vật có hoa trong họ Hòa thảo. Loài này được (Hauman) Covas mô tả khoa học đầu tiên năm 1953.